# Вануату на летних Олимпийских играх 2008
Олимпийская сборная Вануату приняла участие в летних Олимпийских играх 2008 года в шестой раз, отправив в Пекин трёх спортсменов, соревновавшихся в двух видах спорта — лёгкой атлетике и настольном теннисе. Выступление Томми, в частности, стало дебютом Вануату в настольном теннисе. Томми также была знаменосцем страны во время церемонии открытия.
По итогам игр спортсмены из Вануату не завоевали ни одной олимпийской медали.

## Лёгкая атлетика
Спортсменов — 2
Мужчины
| Спортсмен   | Вид  | Забег     | Забег | Четвертьфинал | Четвертьфинал | Полуфинал | Полуфинал | Финал     | Финал     |
| Спортсмен   | Вид  | Результат | Место | Результат     | Место         | Результат | Место     | Результат | Место     |
| ----------- | ---- | --------- | ----- | ------------- | ------------- | --------- | --------- | --------- | --------- |
| Мозес Камут | 100м | 10,81     | 7     | Не прошёл     | Не прошёл     | Не прошёл | Не прошёл | Не прошёл | Не прошёл |

Женщины
| Спортсмен      | Вид  | Забег     | Забег | Четвертьфинал | Четвертьфинал | Полуфинал | Полуфинал | Финал     | Финал     |
| Спортсмен      | Вид  | Результат | Место | Результат     | Место         | Результат | Место     | Результат | Место     |
| -------------- | ---- | --------- | ----- | ------------- | ------------- | --------- | --------- | --------- | --------- |
| Элис Лапенмаль | 100м | 13,31     | 8     | Не прошла     | Не прошла     | Не прошла | Не прошла | Не прошла | Не прошла |

## Настольный теннис
Спортсменов — 1
Женщины
| Спортсмен      | Дисциплина       | Отборочный раунд    | Раунд 1            | Раунд 2            | Раунд 3            | Раунд 4            | 1/4                | 1/2                | Финал              |
| Спортсмен      | Дисциплина       | Соперник Результат  | Соперник Результат | Соперник Результат | Соперник Результат | Соперник Результат | Соперник Результат | Соперник Результат | Соперник Результат |
| -------------- | ---------------- | ------------------- | ------------------ | ------------------ | ------------------ | ------------------ | ------------------ | ------------------ | ------------------ |
| Присцила Томми | Одиночный разряд | Эва Одорова П 0 — 4 | не прошла          | не прошла          | не прошла          | не прошла          | не прошла          | не прошла          | не прошла          |